# Santa Cruz Papalutla (kommun)
Santa Cruz Papalutla är en kommun i Mexiko.   Den ligger i delstaten Oaxaca, i den sydöstra delen av landet, 400 km sydost om huvudstaden Mexico City.
Följande samhällen finns i Santa Cruz Papalutla:
- Santa Cruz Papalutla